# 鯨井久美子
鯨井 久美子（くじらい くみこ、1933年〈昭和8年〉3月17日 - ）は、日本の理美容師、実業家。

## 人物
東京府東京市品川において、理容師の母鯨井江つと歌舞伎役者の髪結職人の父の間に生まれる。父とはそりが合わず、小学4年生まで叔母の元に預けられた。
継父の転勤に従って名古屋に移住した。名古屋で終戦を迎え、戦後は名古屋栄にあった進駐軍向けのPXに出入りし、異国からもたらされたファッション、音楽、食べ物に溺れた。1949年（昭和24年）には特例試験により理容師免許を得、高校を中退した。
1958年（昭和33年）、物部高信と結婚。夫に従い岡山に移住するが、母の理容室が経営不安となったため、夫婦で鯨井家に養子に入り、名古屋に戻った。
1961年（昭和36年）、ウィッグサロン株式会社クジライを設立。育毛術も扱う男性向けカツラ相談室を併設した。
また、1968年（昭和43年）、以前より経営していたブティックの支店をナゴヤキャッスルホテルに出店し、以降多店舗に転じる。
1982年（昭和57年）、株式会社クジライ代表取締役社長に就任。
1993年（平成5年）、株式会社クジライ会長となる。
日本整髪科学研究会代表、日本クリニカルエステ専務理事を歴任。